# Quốc kỳ Bosna và Hercegovina

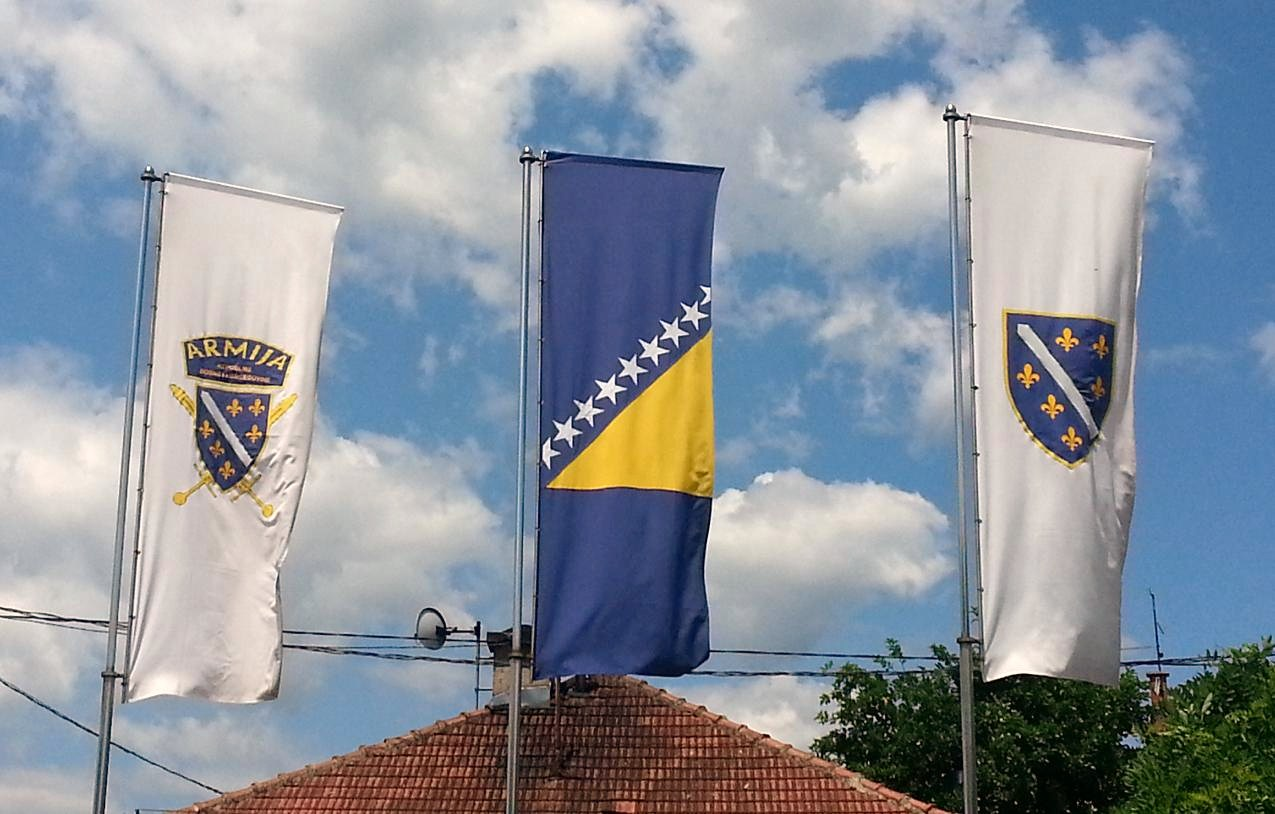
Quốc kỳ hiện tại của Bosnia và Herzegovina, cùng với quốc kỳ trước năm 1998 của Bosnia và Herzegovina bay trước mộ Alija Izetbegović.

Quốc kỳ Bosnia và Hercegovina (tiếng Bosnia: Zastava Bosne i Hercegovine) là một lá cờ màu lam, có hình tam giác màu vàng. 
Phần còn lại của lá cờ là màu xanh vừa với bảy ngôi sao trắng năm cạnh và hai ngôi sao nửa sao trên và dưới cùng theo cạnh huyền của tam giác.
Ba điểm của tam giác tượng trưng cho ba dân tộc cấu thành của Bosnia và Herzegovina: người Bosnia, người Croatia, và người Serbia.  Hình tam giác thể hiện hình dạng gần đúng của lãnh thổ Bosnia và Herzegovina. Các ngôi sao, đại diện cho châu Âu có nghĩa là vô hạn về số lượng và do đó chúng tiếp tục từ trên xuống dưới. Cờ có các màu sắc thường liên quan đến tính trung lập và hòa bình - trắng, xanh dương và vàng. Họ cũng là màu sắc truyền thống liên kết với Bosnia. [3] Nền xanh dương gợi ý về Lá cờ châu Âu.
Kế hoạch hiện tại đang được sử dụng bởi cả Hội đồng châu Âu sở hữu lá cờ và Liên minh Châu Âu đã thông qua lá cờ của Hội đồng châu Âu năm 1985.

## Lịch sử

Cộng hòa Nhân dân Bosna và Hercegovina
Cộng hòa xã hội chủ nghĩa Bosna và Hercegovina
(1992-1998)
(1878–1908)